# Église Saint-Exupère de Toulouse
L’église Saint-Exupère est une église paroissiale de style baroque qui se situe dans l'ancien quartier de Saint-Michel sur la rive droite de Toulouse. Son petit clocher octogonal abrite un  carillon de 14 cloches.

## Histoire
Construite à partir de 1620 pour servir de chapelle aux carmes déchaussés, ordre religieux issu de la réforme du Carmel, elle a été inaugurée en 1623 par Jean-Louis de Bertier, Prévôt de Saint-Étienne, évêque de Rieux sous le vocable de Saint-Joseph.
Désaffectée de la Révolution française au Concordat, elle est à nouveau rendue au culte et consacrée en 1807 sous le nouveau vocable de saint Exupère, évêque de Toulouse du IVe siècle.
Elle a été classée monument historique par arrêté du 3 mai 1974 ; les façades et toitures sur cour des galeries subsistantes de l'ancien cloître ont été inscrites par le même arrêté.

## Description extérieure
Son plan est attribué à l'architecte Didier Sansonnet. La statue de Saint-Joseph et de l’Enfant Jésus, de la façade est l'œuvre de Gervais Drouet, 1658. 

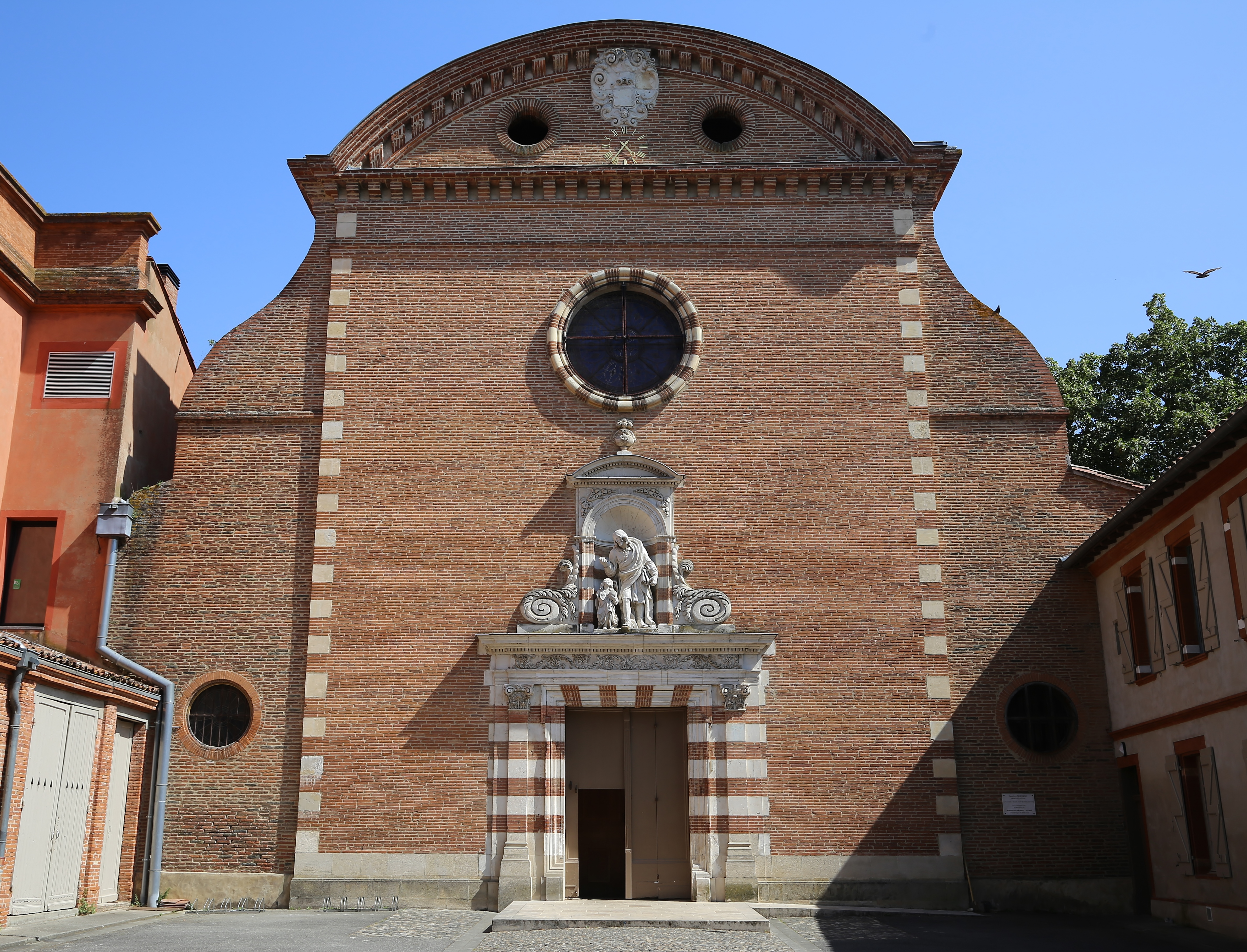
La façade en brique et pierre.
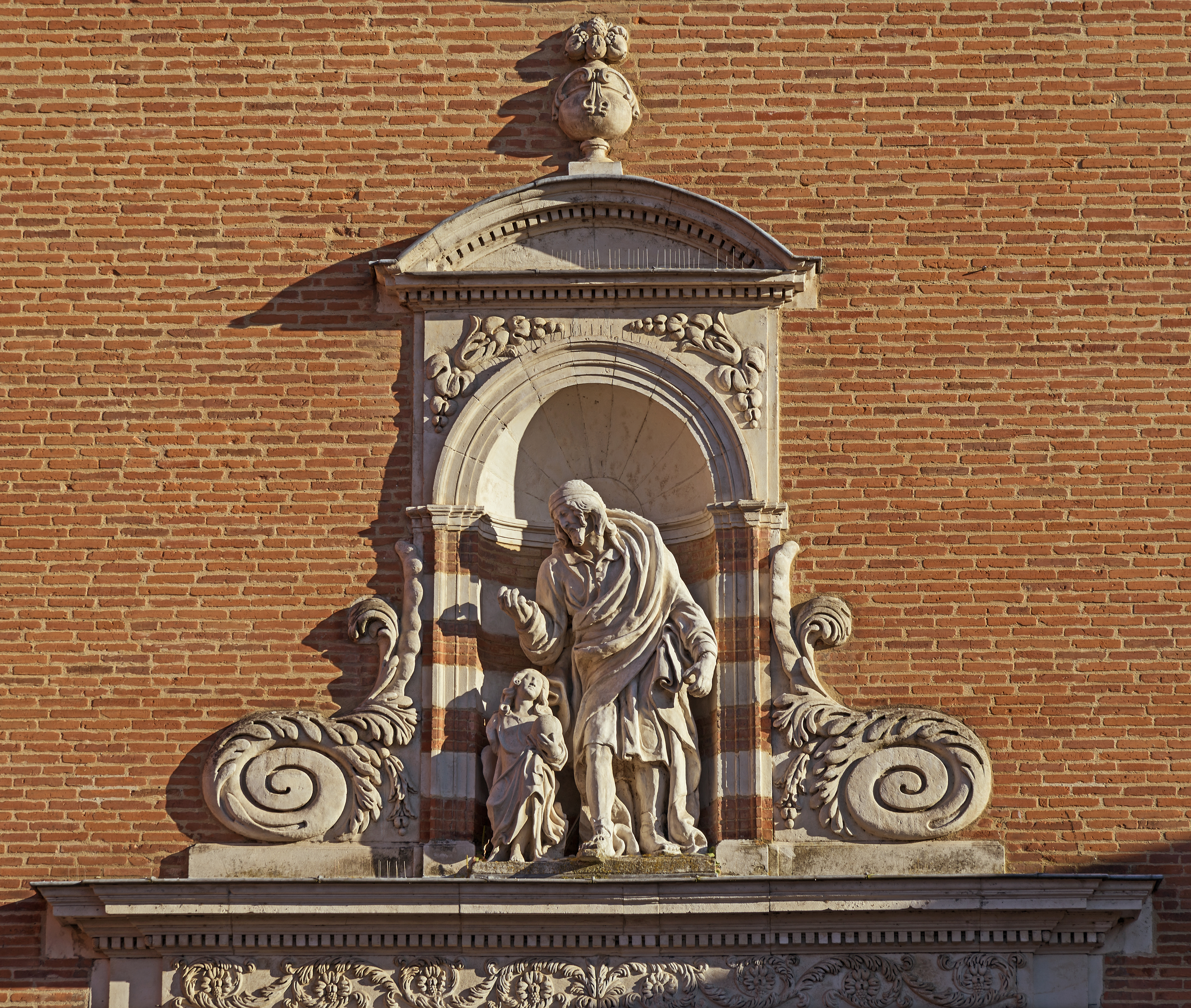
Saint Joseph et l'Enfant Jésus sur la façade par Gervais Drouet 1658

## Description intérieure

### Le chœur
Le Christ derrière le tabernacle et les statues en bois peint, de Saint Louis Bertrand (1526-1580) et, de Sainte Rose de Lima, sont de Thibaud Maitrier dans la première moitié du XVIIe siècle. Le Christ en Croix est classé au titre objet.
Le chœur, qui comportait à l'origine une clôture, a été transformé en 1807 par l'architecte Jacques-Pascal Virebent qui est sans doute aussi l'auteur de la chaire.
Les peintures de la voûte du chœur ont été exécutées en 1838 par le peintre ornementaliste toulousain Gaétan Ceroni.
Les tableaux représentant au-dessus des stalles ont été réalisés pour le plafond d'un autre édifice toulousain, la chapelle des Pénitents gris par Jean-Baptiste Despax (1709-1753). Certains sont inscrits dans la base Palissy au titre du mobilier historique tel « La Sibylle érythréenne ».

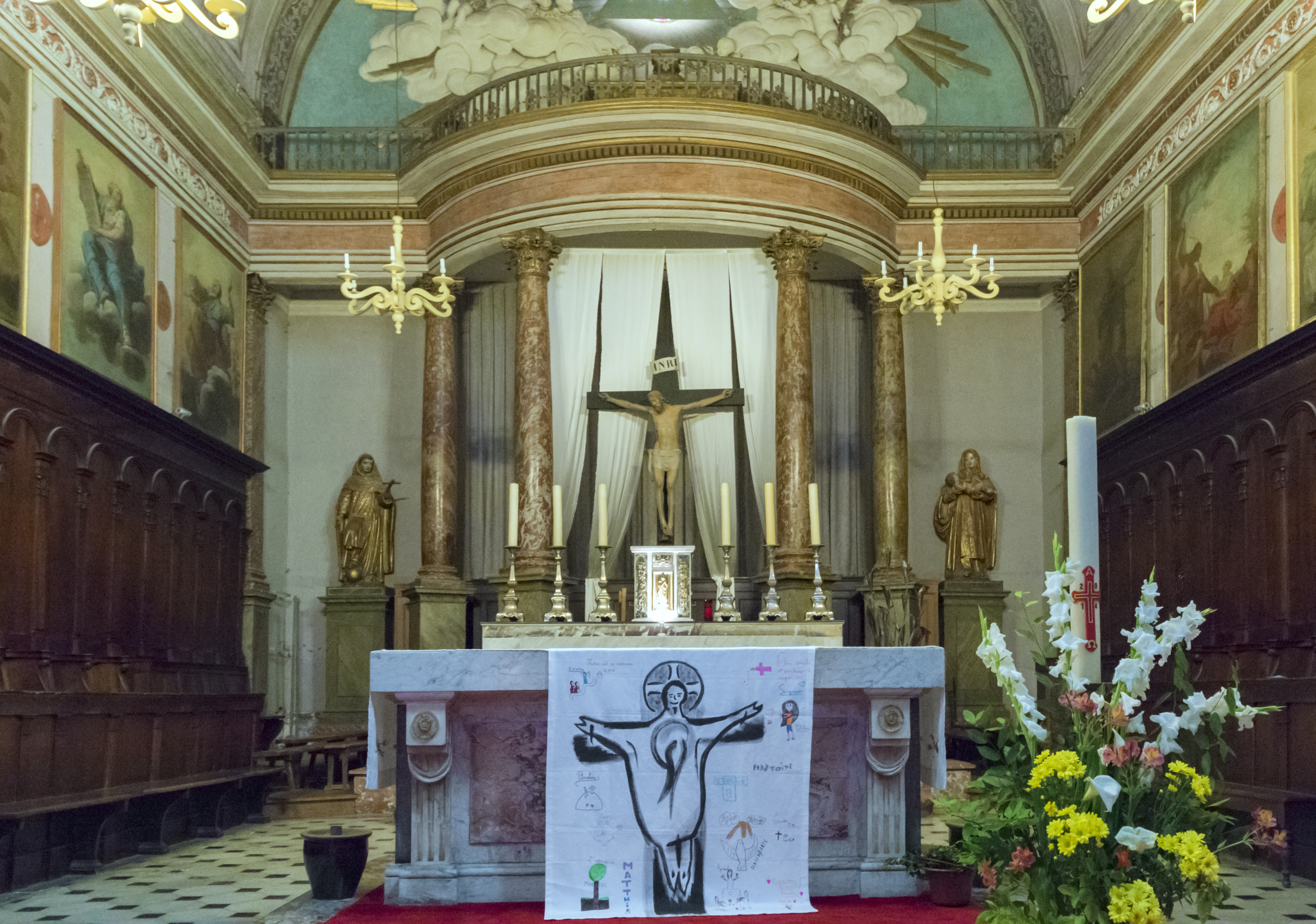
L'autel.
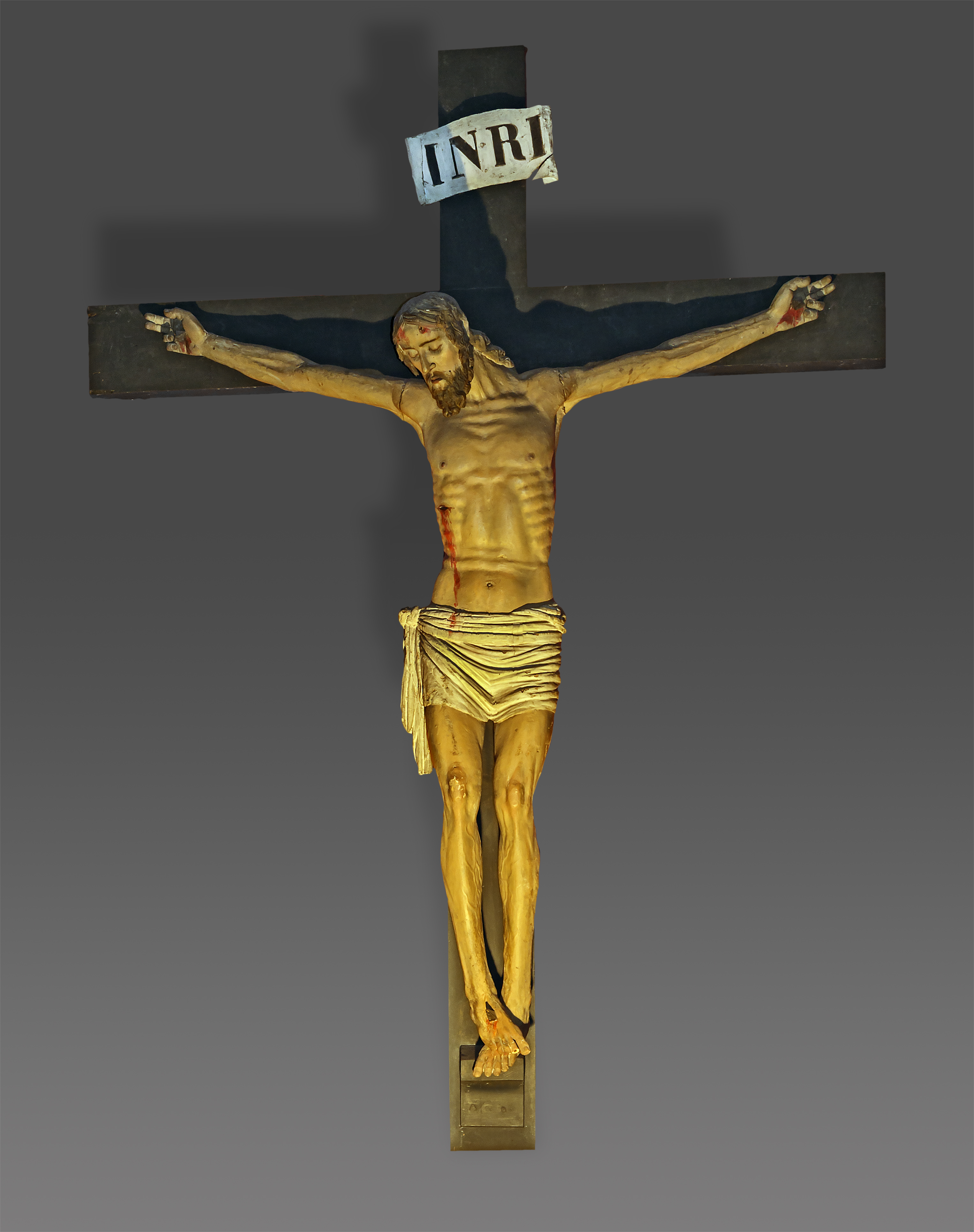
Christ en Croix, Thibaud Maitrier.

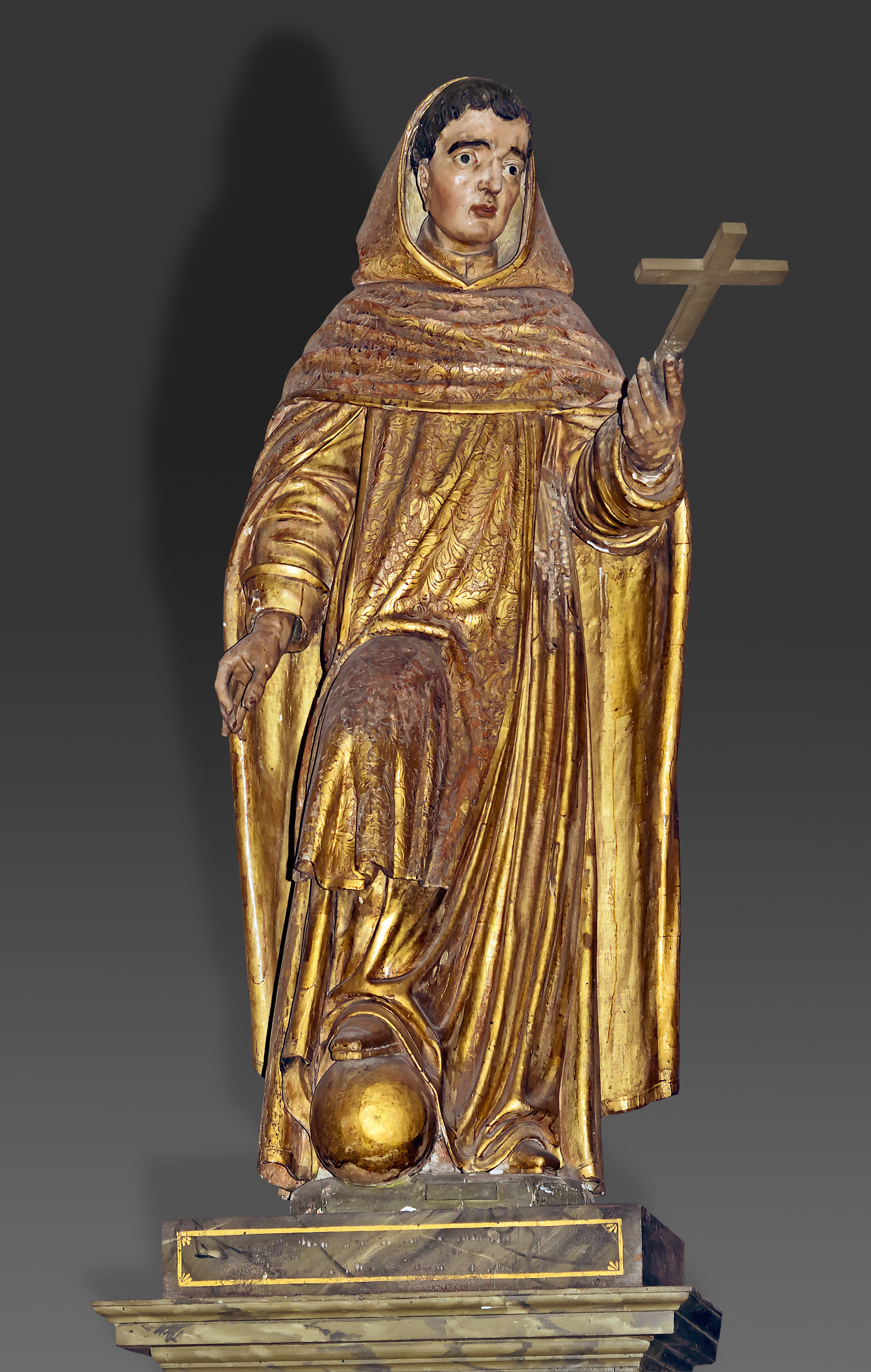
Saint Louis Bertrand, Thibaud Maitrier.
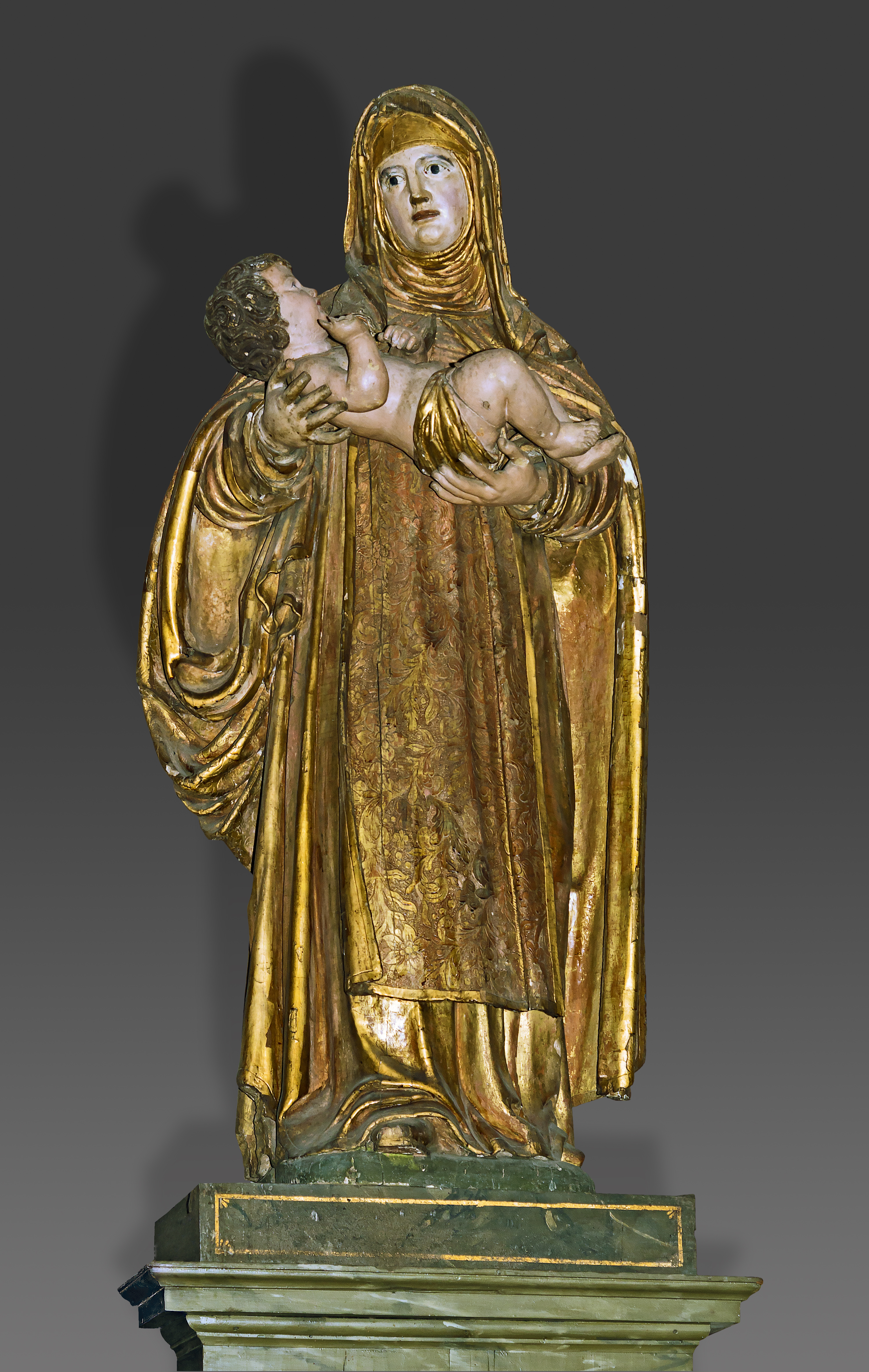
Sainte Rose de Lima, Thibaud Maitrier.
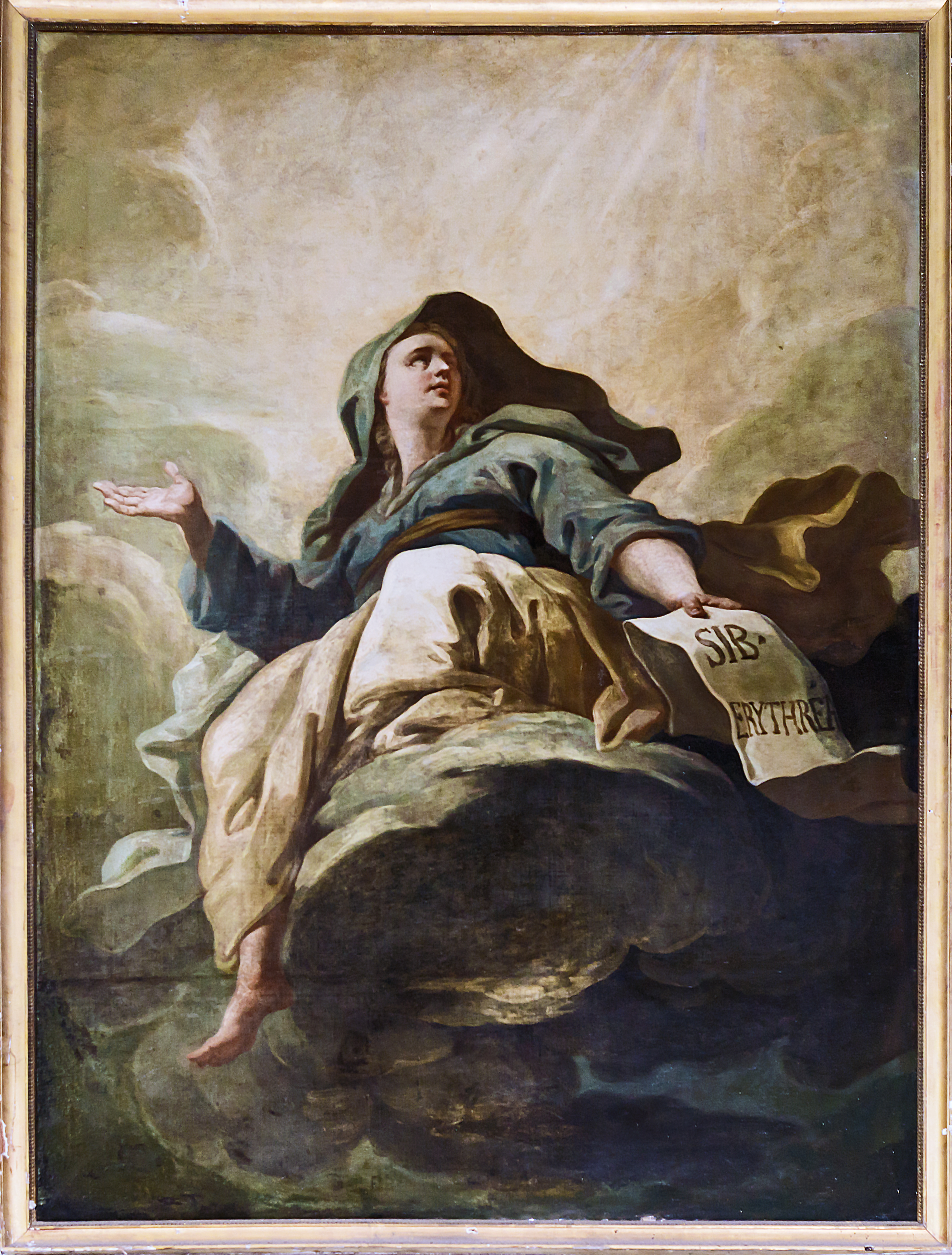
La Sibylle érythréenne, Jean-Baptiste Despax.

### La nef
L'intérieur est décoré de gypseries du XVIIe siècle, avec des toiles peintes aux XVIIe et XVIIIe siècles l'ensemble est classé au titre des monuments historiques. Parmi cet ensemble "La Transverbération de Sainte Thèrèse d’Avila" par le peintre italien Antonio Verrio qui a séjourné deux ans à Toulouse.

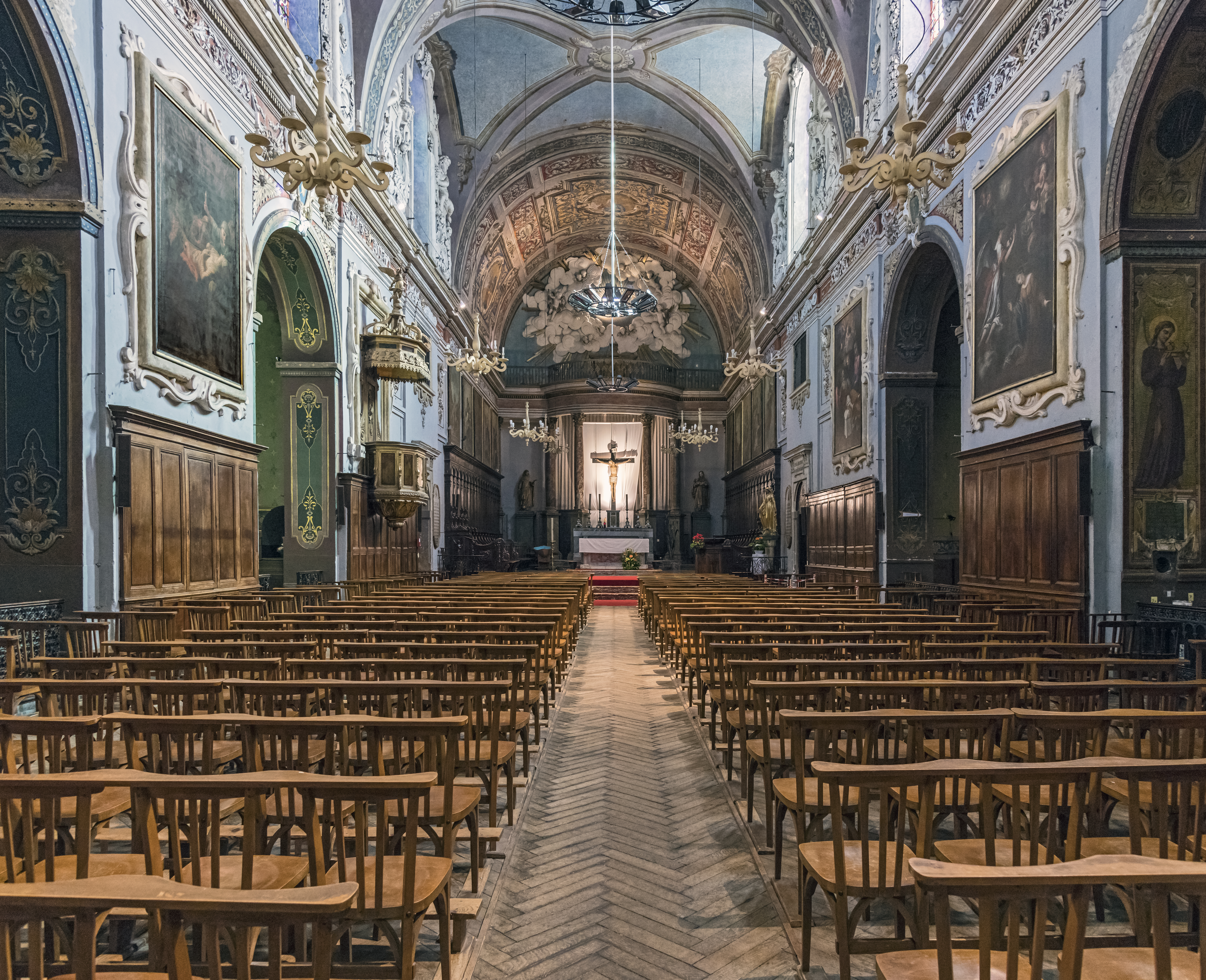
Vue de la nef.
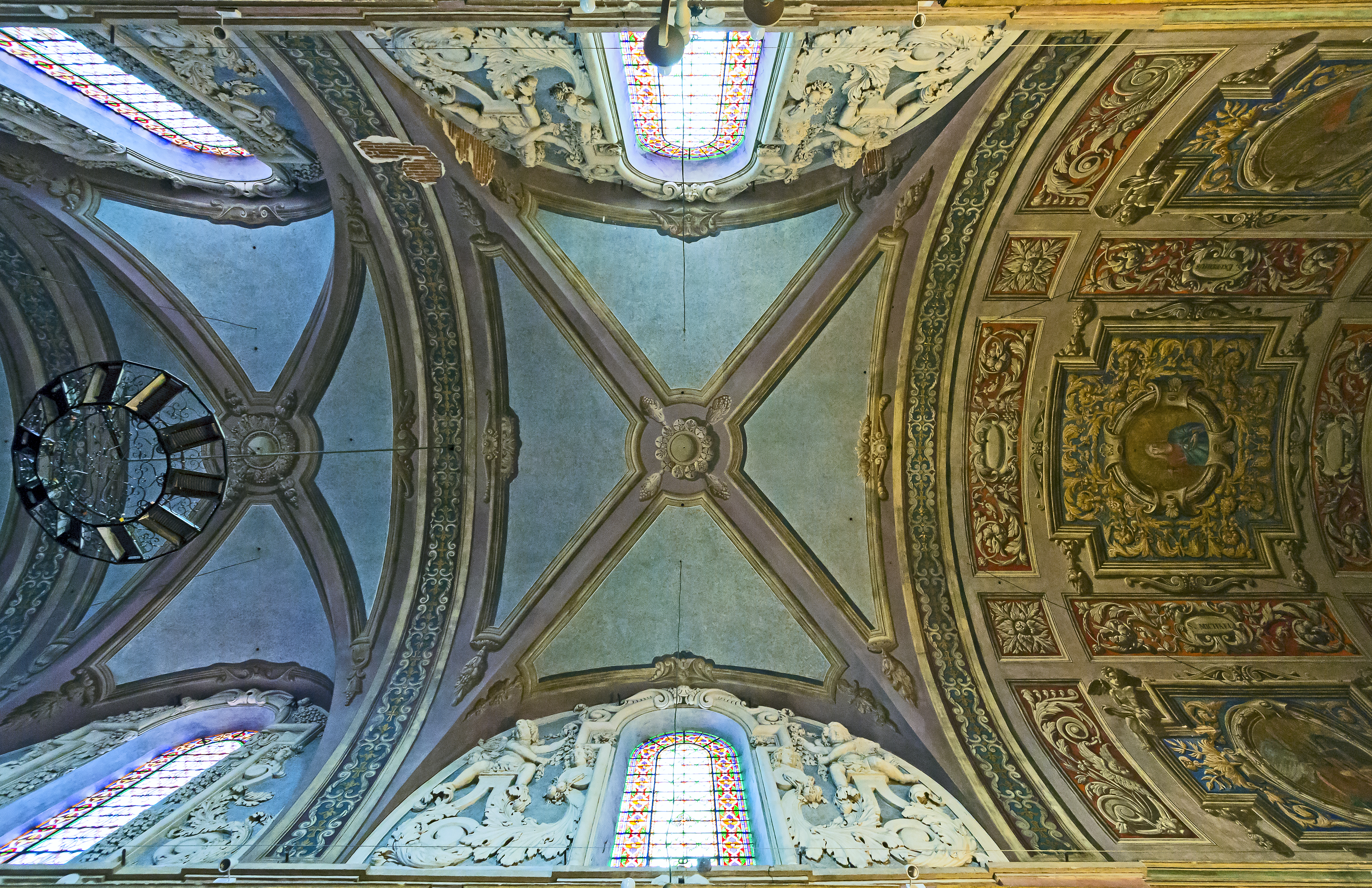
Décors du plafond.
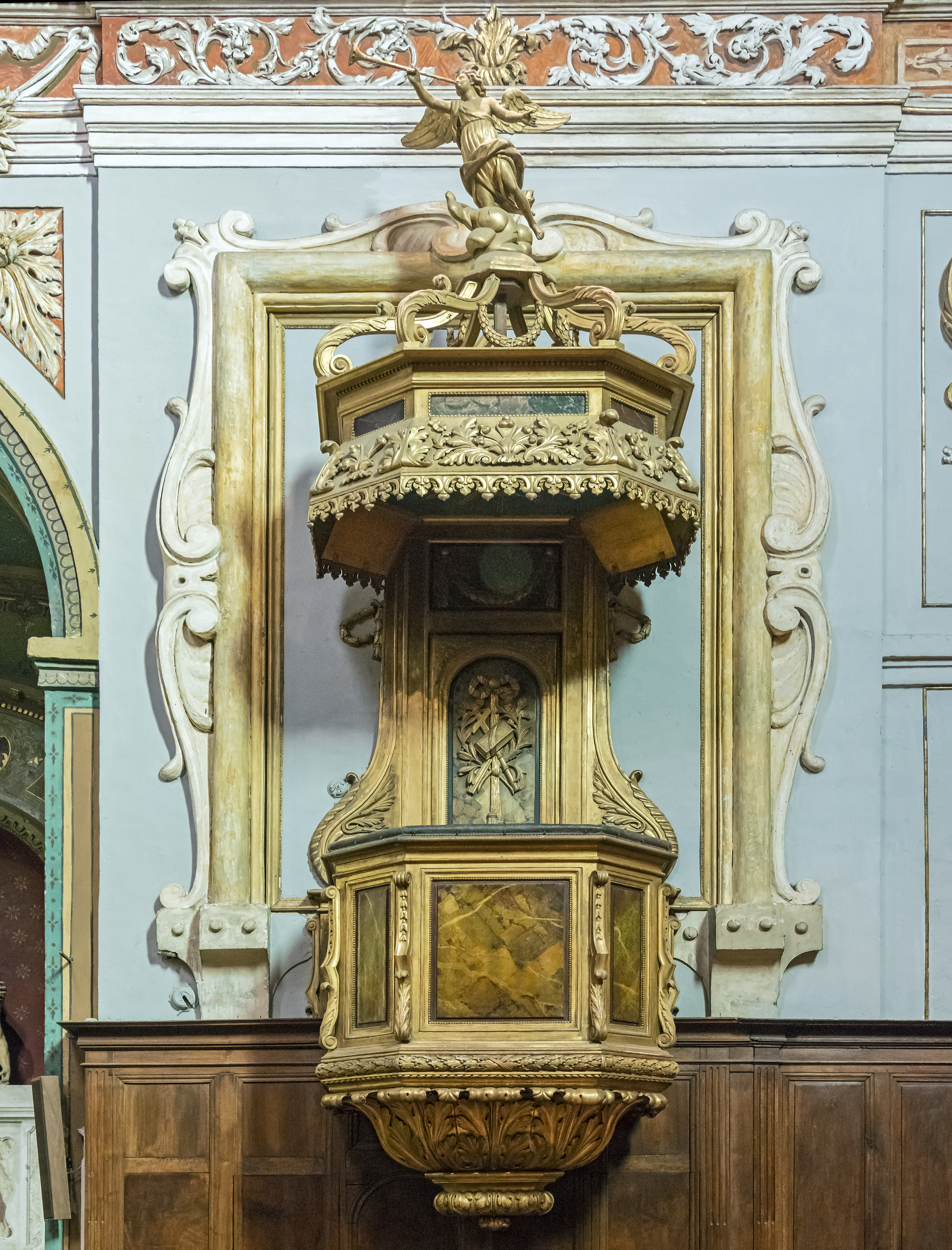
La chaire par Jacques-Pascal Virebent.

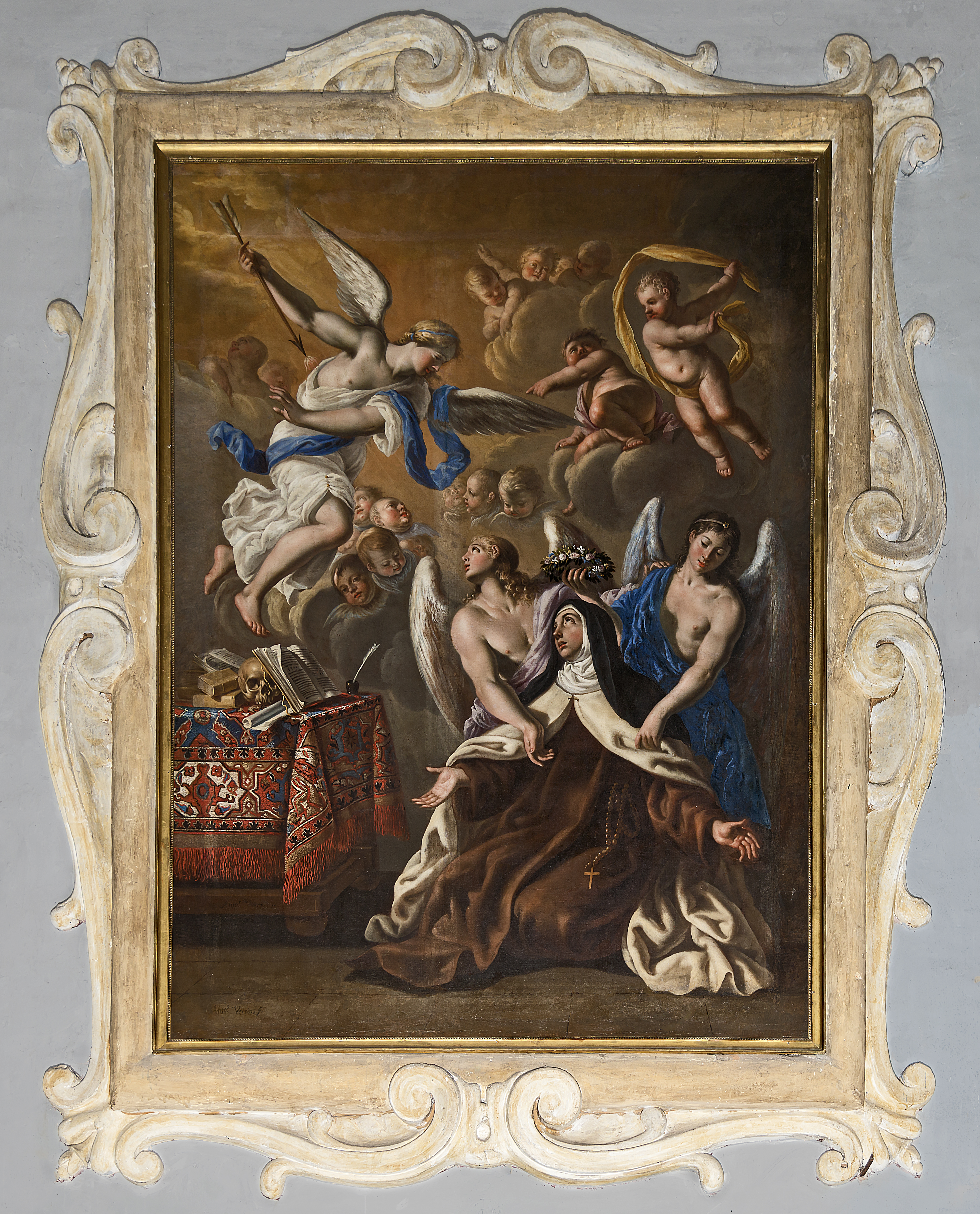
La Transverbération de Sainte Thèrèse d'Antonio Verrio.
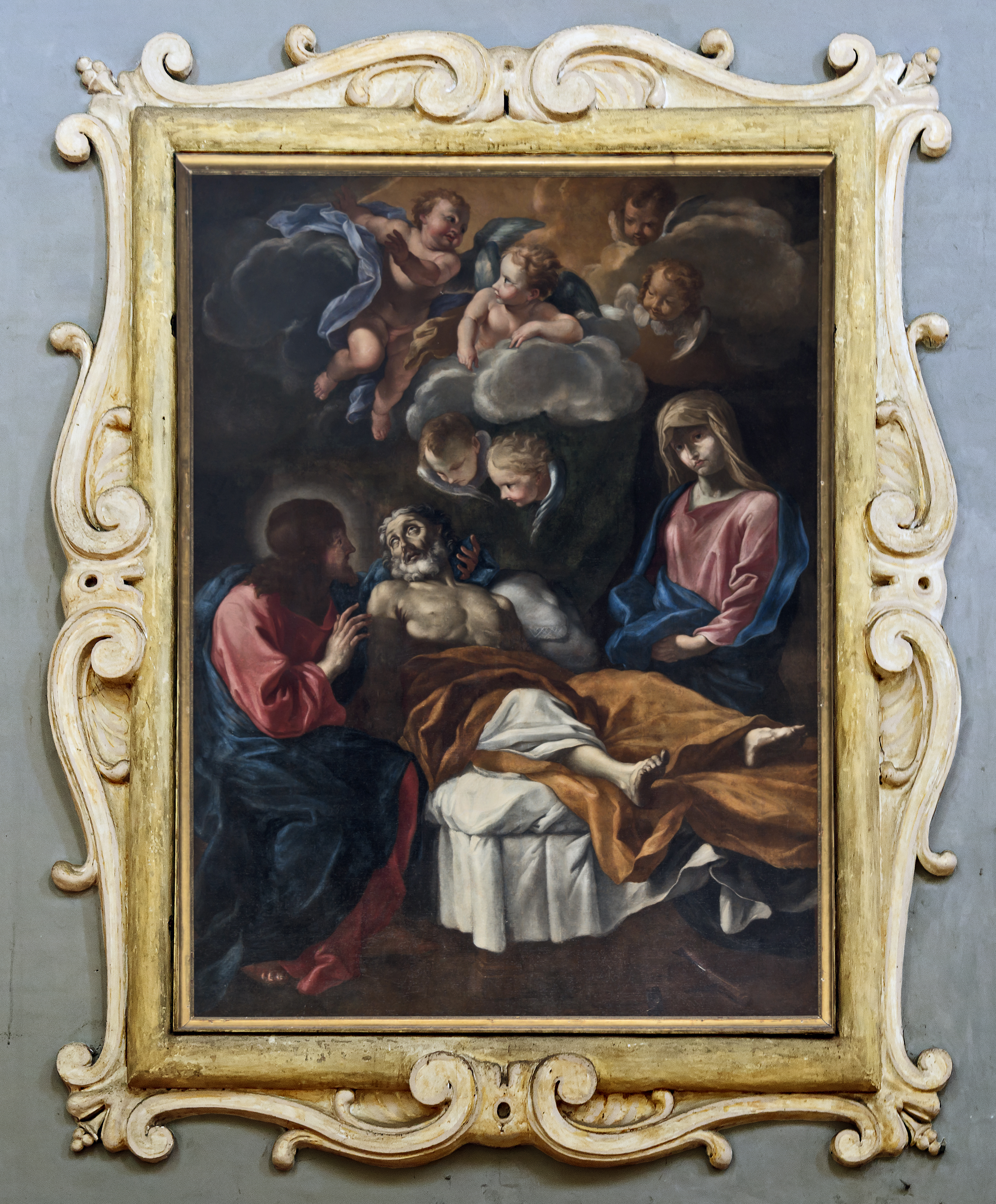
La mort de Saint-Joseph.
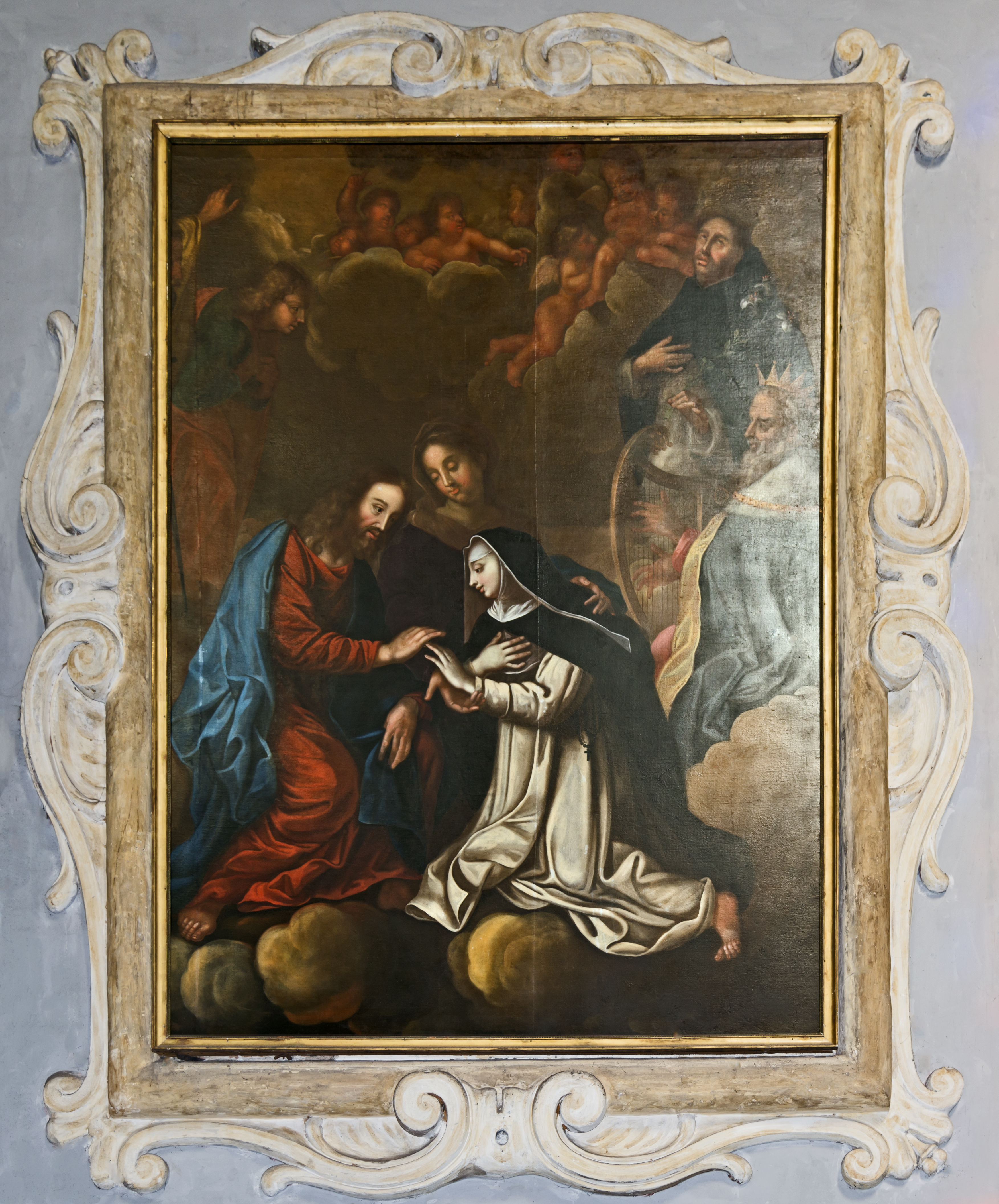
Mariage mystique de sainte Catherine de Sienne.

### Les chapelles
Dans la chapelle Notre-Dame de la Salette, se trouve un tableau anonyme de Sainte Thérèse d'Avila restitué à l'église après la Révolution. Dans la première chapelle à gauche un tableau du XVIIe siècle représentant La Vierge et l'Enfant Jésus apparaissant à un religieux carme est classé dans la base Palissy.

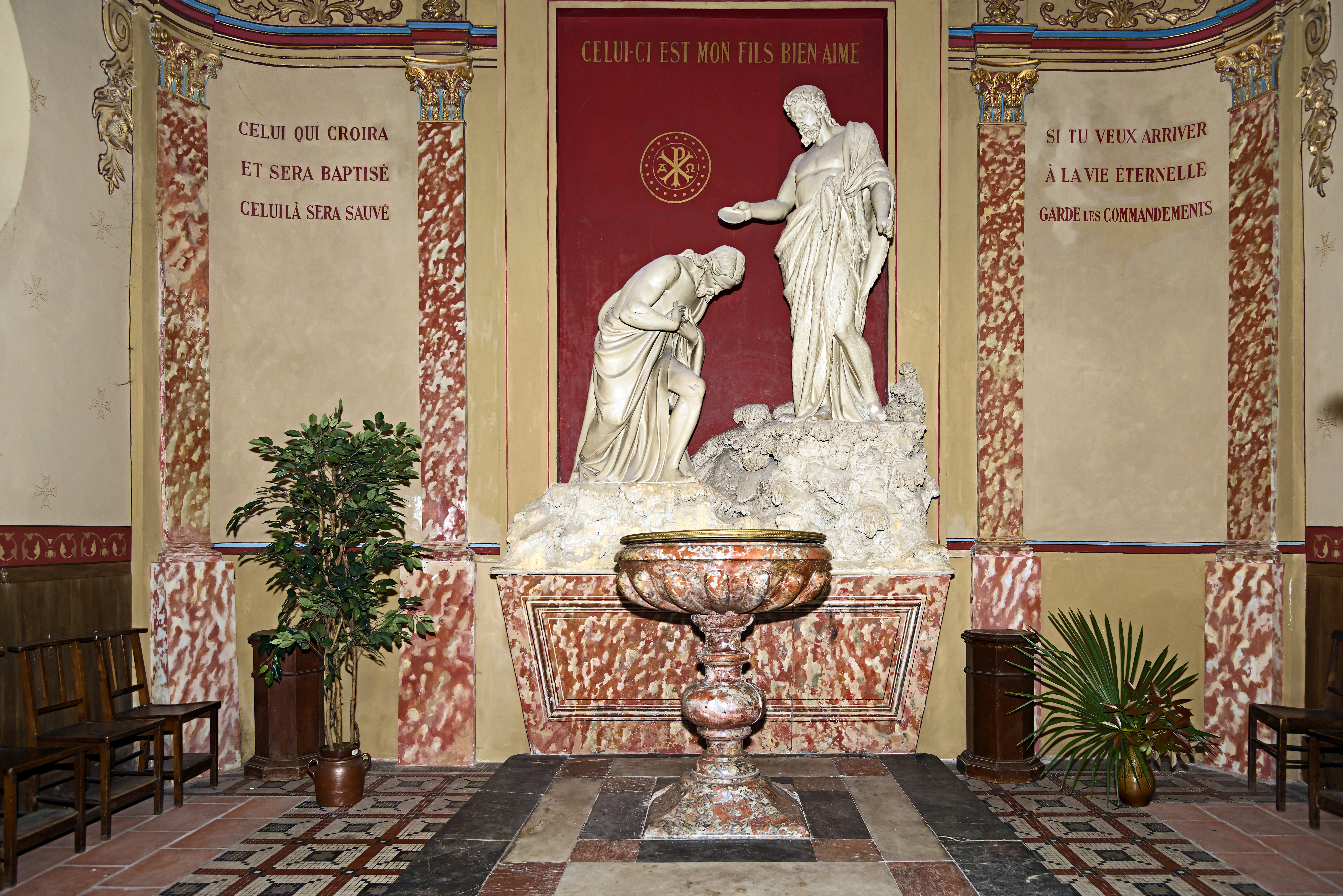
Les fonts baptismaux.
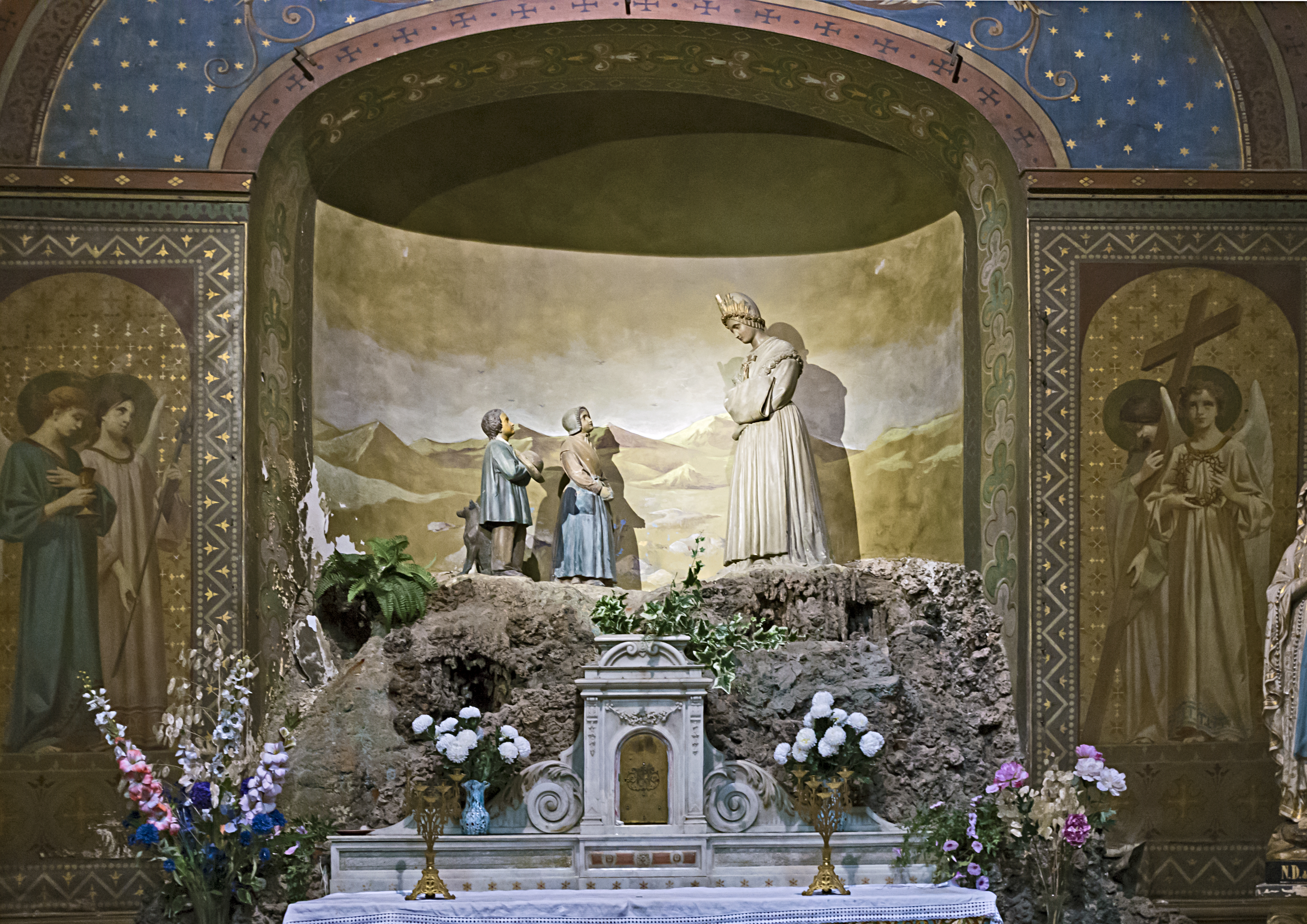
Chapelle Notre-Dame de la Salette.
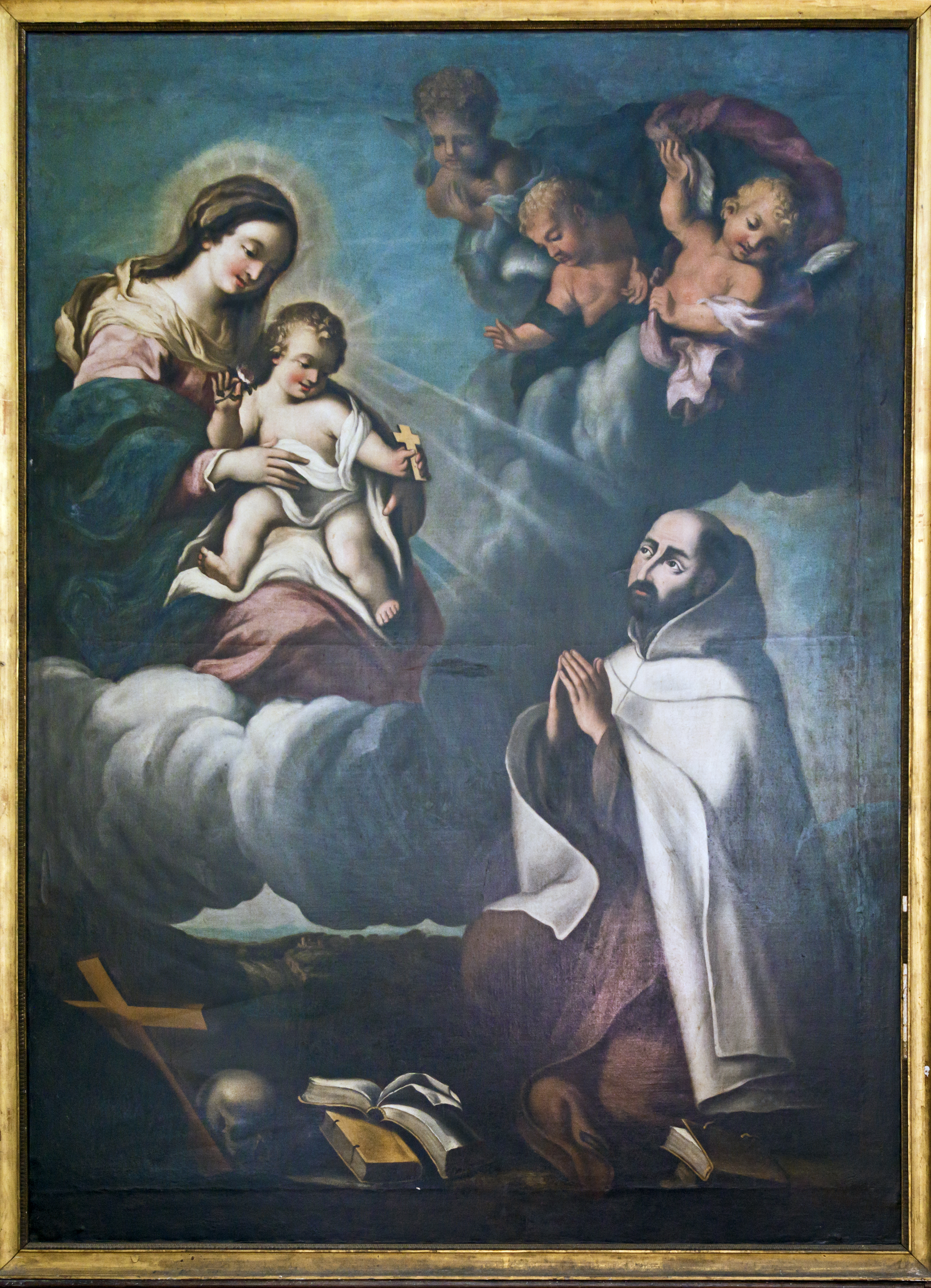
La Vierge et l'Enfant Jésus apparaissant à un religieux carme.

### L'orgue
L’orgue actuel est remarquable avec ses 27 jeux répartis sur 3 claviers manuels de 56 notes et pédalier, c’est-à-dire environ 1 500 tuyaux. Il a été fait en 1887 par la maison Théodore Puget. Jacques-Pascal Virebent est l'auteur de la tribune à colonne de l'orgue, avec ses quatre tourelles, ses trois plates-faces de buffet, ses angelots musiciens, ses pots de fleurs et ses frises de feuillages sculptés à la manière baroque. Le buffet d'orgue et la partie instrumentale de l'orgue sont classés au titre des monuments historique depuis le 3 janvier 2011.

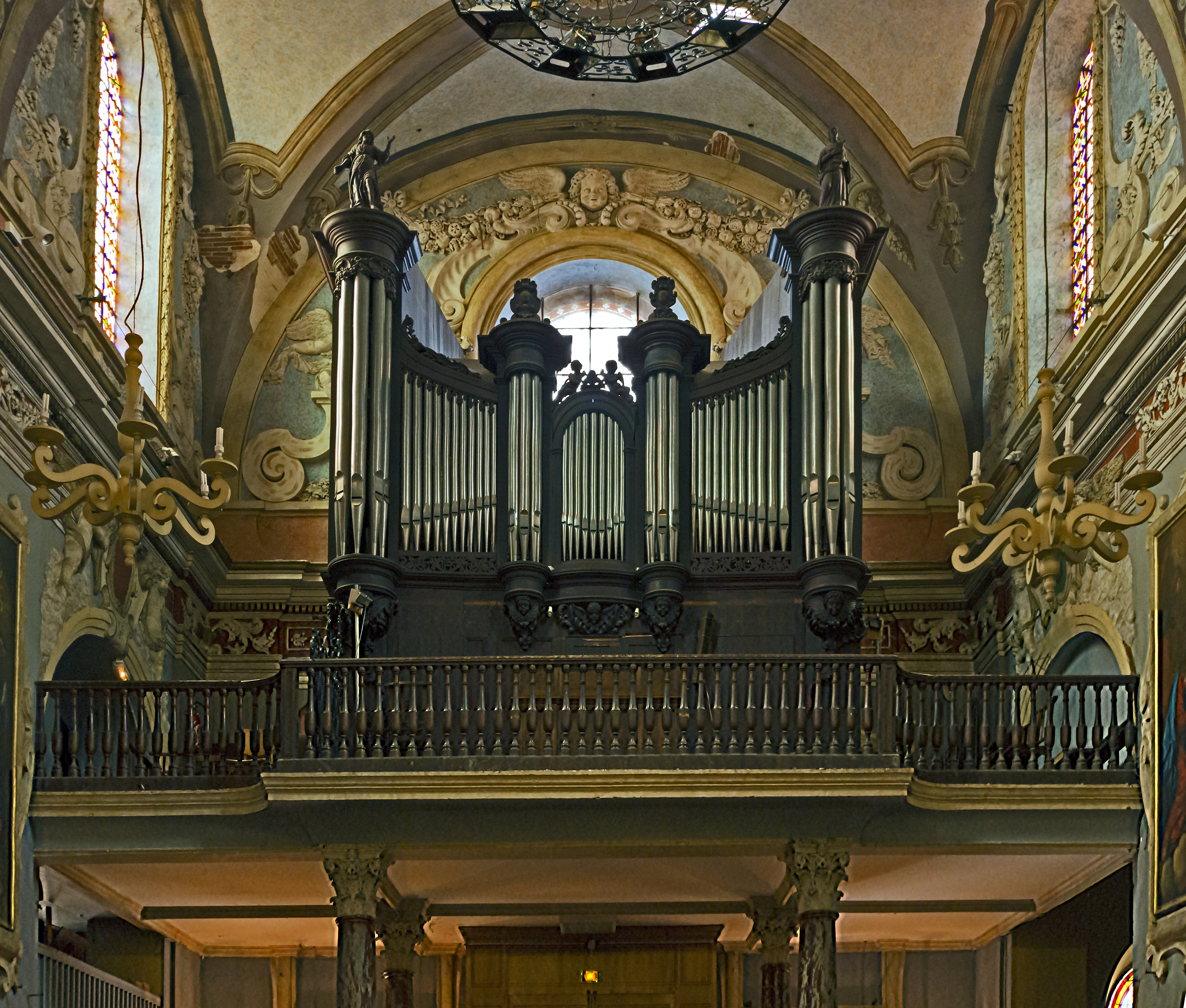
L'orgue.